# 女性尿道外括约肌
女性尿道外括约肌（英語：External sphincter muscle of female urethra），是控制女性排尿的肌肉。肌肉纤维出现在耻骨下缘的两侧。它们穿过尿道前的耻骨弓，并绕过它与尿道和阴道之间对侧的肌肉纤维混合。
术语“尿道阴道括约肌”（urethrovaginal sphincter、sphincter urethrovaginalis）有时用于描述与阴道相邻的部分。
“尿道收缩肌”（compressor urethrae）也被一些来源认为是单独的相邻肌肉。

## 功能
肌肉与受自主神经系统控制的尿道内括约肌一起帮助保持尿液的控制。外括约肌可防止尿液渗漏，因为肌肉通过起源于Onuf核的体细胞纤维强直收缩，并通过骶脊神经S2-S4，然后通过阴部神经到达肌肉上的突触。
排尿开始于尿道外括约肌的自主松弛。这是通过在脑桥排尿中心产生并穿过下行网状脊髓束的信号抑制Onuf核中的体细胞神经元促进的。